# Карл III (король Наварри)
Карл III (22 липня 1361, Мант-ла-Жолі — 8 вересня 1425, Оліте) — король Наварри у 1387—1425 роках.

## Біографія

### Молоді роки
Походив з династії Евре. Син Карла II, короля Наварри, і Жанни Валуа. Народився в області Іль-де-Франс. У 1373 році було домовлено про шлюб між молодим Карлом й донькою короля Кастилії. Втім весілля відбулося лише у 1375 році.
У 1378 році номінально очолив посольство до Карла V, короля Франції. Втім того ж року було викрито змову Карла II Наваррського проти короля Франції, тому наваррського інфанта було затримано у Парижі. Карл зумів повернутися до Наварри лише у 1381 році.

### Королювання
Після смерті батька у 1387 році успадкував трон, але коронація відбулася в Памплоні лише 13 лютого 1390 року. Із самого початку спрямував зусилля на наведення порядку в королівстві і виведенню країни з фінансової кризи, що настала через непомірні амбіції і бурхливу діяльності його батька.
Карл III замирився з сусідніми державами, зокрема завдяки династичним шлюбам. Сестру Жанну видав за Генріха IV, короля Англії, доньок — за сусідніх християнських володарів (арагонського інфанта Мартина, потім короля Хуана II Трастамару, графів Арманьяк, Фуа, ла Марш).
У 1397 році перебирається до Парижу, де мешкав при дворі короля Карла VI. У 1404 році Карл III підписав Паризький договір, відмовившись від колишніх французьких володінь наваррських королів, зокрема графства Евре, і отримавши як компенсацію герцогство Немур. У 1406 році повернувся до Наварри.
У союзі з Кастилією у 1412 році брав участь в походах проти Гранадського емірату. У 1413 році за наказом короля утворено Верховний суд.
Разом з Францією, Кастилією та Арагоном підтримував пап римських з Авіньйону під час Великої схизми. У 1415 році відправив своїх представників на Констанцький собор, де було покладено край тривалий Великій схизмі.
Після смерті синів перед Карлом III постала проблема визначення умов спадкування його володінь. На Наварру та інші землі династії Евре претендували його зяті з Арагону та Франції. Зрештою договорами в Оліте (1419 року) та Гвадалахарі (1420 року) визначено, що трон Наварри успадкує його друга донька Бланка, а також її нащадки (фактично представники династії Трастамара). Разом з тим володіння наваррських королів повинні були зберегти самостійність й не приєднуватися до інших держав.
У 1423 році Карлом III було засновано титул принца Віанського для спадкоємця трону. Першим володарем цього титулу став його онук Карл. 8 вересня того ж року підписав так званий Привілей Союзу, цим остаточно об'єднав місто Памплону, яке до того складалося з містечок Сан-Ніколас, Наваррерія і Сан-Чернін з власними прапорами і олдерменами. Тепер впроваджувався єдиний прапор, єдина муніципальна влада, зрйновувалися внутрішні стіни, навколо місто за наказом короля зведено загальну оборонну систему.
При ньому було закінчено зведення готичного собору в Памплоні і розпочато будівництво королівських палаців у містах Тафалья і Оліте. Саме в королівському палаці в Оліте Карл III помер 8 вересня 1425 року. Владу успадкувала його донька Бланка.

## Родина
Дружина — Леонора, донька Енріке II Трастамара, короля Кастилії і Леону
Діти:
1. Іоанна (9 листопада 1382 — липень 1413), дружина Жана I, графа Фуа
2. Бланка (6 липня 1387 — 1 квітня 1441), королева Наварри у 1425—1441 роках
3. Марія (1388—1425)
4. Беатриса (1392—14 грудня 1407), дружина Жака II, графа де ла Марша
5. Маргарита (1390—1403)
6. Ізабелла (1395—31 серпня 1450), дружина Жана IV, графа Арманьяка
7. Карл (15 серпня 1397—12 серпня 1402)
8. Людовик (квітень—14 жовтня 1402)

5 бастардів.